# Bludyny
Bludyny (deutsch Thalbach) ist ein Ort in der polnischen Woiwodschaft Ermland-Masuren. Er gehört zu Krosno (Krossen) in der Stadt-und-Land-Gemeinde Orneta (Wormditt) im Powiat Lidzbarski (Kreis Heilsberg).

## Geographische Lage
Bludyny liegt am Südufer der Drewenz (polnisch Drwęca Warmińska) im Nordwesten der Woiwodschaft Ermland-Masuren, 37 Kilometer südöstlich der früheren Kreisstadt Braunsberg (polnisch Braniewo) bzw. 25 Kilometer westlich der heutigen Kreismetropole Lidzbark Warmiński (deutsch Heilsberg).

## Geschichte
Das Dorf Thalbach im ostpreußischen Kreis Braunsberg wurde 1874 als eine Landgemeinde in den neu errichteten Amtsbezirk Karben (polnisch Karbowo) im Regierungsbezirk Königsberg eingegliedert. Im Jahre 1910 zählte Thalbach 298 Einwohner.
Am 17. Oktober 1928 vergrößerte sich die Landgemeinde Thalbach um die Landgemeinde Bendauken (polnisch Banduki), die eingemeindet wurde.
Die Einwohnerzahlen Thalbachs beliefen sich 1933 auf 417 und 1939 auf 390.
Als 1945 in Kriegsfolge das gesamte südliche Ostpreußen an Polen fiel, erhielt Thalbach die polnische Namensform „Bludyny“. Der Ort wird heute nicht mehr regulär genannt, ist er doch lediglich eine „Osada wsi Krosno“ (= „Siedlung des Dorfs Krosno“ (Krossen)). Als solche gehörte er zur Gmina Orneta (Stadt-und-Land-Gemeinde Wormditt) im Powiat Lidzbarski (Kreis Heilsberg), von 1975 bis 1998 der Woiwodschaft Elbląg, seither der Woiwodschaft Ermland-Masuren zugehörig.

## Religion
Seitens der römisch-katholischen Kirche gehört Bludyny – wie auch bereits vorher Thalbach – zur Pfarrei in Orneta (Wormditt), jetzt im Erzbistum Ermland gelegen. Außerdem war der Ort bis 1945 in die evangelische Kirche Wormditt in der Kirchenprovinz Ostpreußen der Kirche der Altpreußischen Union eingegliedert, gehört heute aber zur Diözese Masuren der Evangelisch-Augsburgischen Kirche in Polen.

## Verkehr
Bludyny liegt an der Woiwodschaftsstraße 513, die Krosno (Krossen bei Preußisch Holland) mit Pasłęk (Preußisch Holland), Orneta (Wormditt) und Lidzbark Warmiński (Heilsberg) verbindet und weiter bis nach Wozławki (Wuslack) verläuft. Von Krosno (Krossen bei Wormditt) besteht eine direkte Landwegverbindung nach Bludyny.
Eine Bahnanbindung besteht nicht.